# La spiaggia (romanzo)
La spiaggia è un romanzo dello scrittore Cesare Pavese pubblicato nel 1942 dalle edizioni di "Lettere d'oggi" e scritto tra il novembre del 1940 e il gennaio del 1941.

## Trama
Doro, l'amico d'infanzia del protagonista, che narra in prima persona, si era sposato e aveva lasciato Torino per andare a vivere a Genova. Un giorno il protagonista, che era di passaggio a Genova, va a trovarli e conosce la moglie Clelia, donna molto simpatica. Durante l'anno egli si reca ancora alcune volte a trovarli e accetta la loro ospitalità presso la loro casa in riviera e inizia a inviare alcune lettere e biglietti d'auguri.
Doro va a Torino una volta per affari e i due amici si incontrano con la promessa di rivedersi, ma trascorre un anno senza notizie fintanto che arriva l'estate e il protagonista scrive a Doro per chiedergli se lo vogliono ospitare. Doro però risponde con un telegramma sul quale è scritto "Non muoverti. Vengo io" e lo raggiunge a Torino. Malgrado il protagonista insista per sapere come mai non è con Clelia, egli non dà spiegazioni e lo convince a fare una gita sulle colline al suo paese natale. In albergo Doro incontra Ginio un suo coetaneo che faceva il manovale e, dopo aver bevuto e cantato, decidono di andare a trovare due sorelle che erano loro vecchie amiche. Sotto le finestre delle due donne fanno un gran fracasso fintanto che spunta un uomo in maniche di camicia e finisce col fare a botte con Ginio.

Le vicende di quella serata saranno l'argomento di conversazione con Clelia quando il protagonista, insieme a Doro, raggiungeranno il giorno dopo Clelia al mare. Il tempo trascorre monotono tra bagni, gite, divertimenti serali con gli amici. Appaiono nuove figure femminili, come Ginetta, Mara e Nina, un certo Guido e un ex allievo del protagonista, Berti. Nemmeno un incidente capitato a Mara durante una gita dove si frattura una spalla, scuote l'uniformità delle parole e dei gesti di quei giorni. Il protagonista si accorge intanto che il rapporto tra Doro e Clelia non è più felice come prima anche se ambedue lo negano.
Clelia alla fine si accorge di essere rimasta incinta e con Doro ritorna a Genova, mentre Berti, che si era innamorato di Clelia e avrebbe voluto seguirla, viene convinto dal protagonista a ritornare a Torino.

## Analisi del romanzo
Il romanzo fu dallo stesso Pavese, facendo il bilancio della sua attività di scrittore, dichiarato un "romanzetto" come scrive nei suoi Saggi"
Nel romanzo infatti, pur affiorando numerosi temi pavesiani, essi non trovano uno svolgimento coerente e anche la descrizione delle Langhe, dove il protagonista si reca con Doro, si limita ad essere un bozzetto a carattere descrittivo-impressionistico e nulla più.
Si può quindi considerare "La spiaggia" come, appunto, un esercizio di stile dove i temi offrono solamente uno spunto per un approfondimento seguente.

## Edizioni
- Cesare Pavese, La spiaggia, collana I Coralli, Einaudi, 1956,  p. 115,[3]..